# Olaf Scholz
Olaf Scholz (Osnabrück, 14 juni 1958) is een Duits politicus van de Sozialdemokratische Partei Deutschlands (SPD). Van 8 december 2021 tot 6 mei 2025 was hij bondskanselier van Duitsland. Daarvoor was hij vicekanselier en bondsminister van Financiën in het kabinet-Merkel IV (2018–2021) en burgemeester van Hamburg (2011–2018).
Scholz was namens zijn partij kanselierskandidaat bij de Bondsdagverkiezingen van 2021, die door de SPD gewonnen werden. Na deze verkiezingen werd hij bondskanselier van Duitsland en leider van het kabinet-Scholz.

## Biografie
Olaf Scholz werd geboren in Osnabrück, maar groeide op in Rahlstedt, een wijk in Hamburg. Na de middelbare school begon hij in 1978 aan een studie rechten aan de universiteit Hamburg. Daar studeerde hij in 1984 af. Later was hij werkzaam als advocaat, waarbij hij zich toespitste op het arbeidsrecht.
Scholz sloot zich in 1975 aan bij de SPD. Van 1982 tot 1988 was hij vicevoorzitter van de Jusos, de jongerenorganisatie van deze partij. Daarnaast was hij van 1987 tot 1989 vicepresident van de International Union of Socialist Youth. Vanaf 1994 was Scholz gedurende enige jaren lokaal voorzitter van de SPD in Hamburg-Altona.

### Parlementslid in de Bondsdag
In 1998 waagde Scholz de sprong naar de landelijke politiek toen hij zich verkiesbaar stelde voor de Bondsdagverkiezingen. Hij slaagde erin te worden verkozen en had vervolgens tot 2001 zitting in de SPD-fractie in de Bondsdag. In juni 2001 gaf hij zijn zetel voortijdig op om minister van Binnenlandse Zaken te worden in de deelstaatregering (de Senaat) van Hamburg. Scholz was hiervoor benaderd door toenmalig burgemeester Ortwin Runde, die een opvolger zocht voor de afgetreden Hartmuth Wrocklage. Na vijf maanden moest Scholz zijn functie weer neerleggen toen na verkiezingen in Hamburg een nieuwe regering aantrad en de SPD in de oppositie belandde.
Scholz keerde terug naar Berlijn nadat hij bij de Bondsdagverkiezingen van 2002 opnieuw verkozen werd in het nationale parlement. Hij werd herkozen in 2005 en 2009 en zetelde er uiteindelijk tot 2011. In deze periode was Scholz tevens secretaris-generaal van de SPD (2002–2004) en fractiesecretaris van de SPD-fractie (2005–2007).

### Minister en burgemeester
In november 2007 werd Scholz aangesteld als bondsminister van Arbeid en Sociale Zaken in het eerste kabinet van bondskanselier Angela Merkel. Hij volgde hiermee zijn teruggetreden partijgenoot Franz Müntefering tussentijds op. Scholz diende de ambtstermijn uit tot het aantreden van het kabinet-Merkel II in oktober 2009.
Eind 2009 werd Scholz gekozen als partijvoorzitter van de SPD in Hamburg, een functie die hij eerder al vervulde tussen 2000 en 2004. Tevens werd hij verkozen tot vicevoorzitter op landelijk niveau. In beide functies werd hij in de jaren hierna meermaals herkozen.
In het voorjaar van 2011 was Scholz namens de SPD lijsttrekker tijdens de deelstaatverkiezingen in Hamburg. Hij voerde campagne tegen de zittende CDU-burgemeester Christoph Ahlhaus en wist hem met ruime cijfers te verslaan. De SPD behaalde een absolute meerderheid, waarmee de partij in haar eentje een Senaat kon vormen. Scholz verliet hierop de Bondsdag en werd in maart 2011 benoemd tot eerste burgemeester van Hamburg. Na vier jaar werd hij bij de lokale verkiezingen van 2015 herkozen. Omdat de SPD haar meerderheid echter verloren zag gaan, leidde hij in zijn tweede ambtstermijn een coalitie met Bündnis 90/Die Grünen.
Toen SPD-voorzitter Martin Schulz zich in de nasleep van de Bondsdagverkiezingen van 2017 terugtrok uit zijn functie, werd vicevoorzitter Scholz in februari 2018 naar voren geschoven om diens taken tijdelijk waar te nemen. Hij zou aanblijven tot het partijcongres van 22 april 2018. Als waarnemend partijvoorzitter had Scholz een sleutelrol in de onderhandelingen over het regeerakkoord en de samenstelling van het kabinet-Merkel IV. In deze regering, die op 14 maart 2018 aantrad, werd Scholz bondsminister van Financiën en als dusdanig opvolger van Wolfgang Schäuble. Ook werd hij aangeduid als vicekanselier. Het burgemeesterschap van Hamburg droeg hij over aan Katharina Fegebank.

### Bondskanselier

#### Kandidatuur
In een zoektocht naar een nieuwe voorzitter organiseerde de SPD in het najaar van 2019 een leiderschapsverkiezing. Vicevoorzitter Olaf Scholz, die een duo vormde met Klara Geywitz, gold hierbij als de voornaamste kandidaat maar verloor de verkiezing van Saskia Esken en Norbert Walter-Borjans. Op 10 augustus 2020 werd Scholz door de partij echter wel voorgedragen als kanselierskandidaat voor de Bondsdagverkiezingen van 2021. In mei 2021 werd zijn kandidatuur door de partijleden officieel bevestigd. Tijdens de verkiezingscampagne, waarin Armin Laschet (CDU/CSU) en Annalena Baerbock (Bündnis 90/Die Grünen) zijn belangrijkste tegenstanders waren, wist Scholz in de peilingen de koppositie te veroveren. In de drie televisiedebatten werd Scholz door de kijkers telkens uitgeroepen tot winnaar.
De SPD wist bij de verkiezingen 25,7% van de stemmen te behalen en werd voor het eerst sinds de verkiezingen van 2002 weer de grootste fractie in de Bondsdag. Scholz eiste nog tijdens de verkiezingsavond het bondskanselierschap op en zei het voortouw te willen nemen in het formeren van een nieuwe regering. Hij stuurde aan op de vorming van een Verkeerslichtcoalitie van SPD, FDP en Bündnis 90/Die Grünen. Op 24 november 2021 werd tussen deze partijen een regeerakkoord gesloten.

#### Bewind
Op 8 december 2021 werd Scholz door de Bondsdag verkozen tot Bondskanselier van Duitsland. Zijn kabinet-Scholz trad diezelfde dag aan.

### Persoonlijk
Olaf Scholz heeft twee jongere broers. Hij trouwde in 1998 met Britta Ernst, die op deelstaatniveau eveneens politiek actief is voor de SPD. Zij hebben geen kinderen.
- CiNii: DA16735505
- Gemeinsame Normdatei: 139130810
- International Standard Name Identifier: 0000 0000 7265 9681
- Library of Congress Control Number: no2009182738
- Nationale Bibliotheek van Letland: 000315015
- Nationale Bibliotheek van Tsjechië: jo20251250237
- Nationale Bibliotheek van Israël: 987007314715805171
- Nationale Bibliotheek van Polen: a0000003726889
- Système universitaire de documentation: 22730862X
- Virtual International Authority File: 100435581
- WorldCat: E39PBJh8TKddPPX3JykX9JRdwC